# Urodasys uncinostylis
Urodasys uncinostylis är en djurart som tillhör fylumet bukhårsdjur, och som beskrevs av Fregni, Tongiorgi och Faienza 1998. Urodasys uncinostylis ingår i släktet Urodasys och familjen Macrodasyidae. Inga underarter finns listade i Catalogue of Life.